# Atlas Saxonicus novus
Der Atlas Saxonicus novus (Neuer sächsischer Atlas), auch kurz nur Schenkscher Atlas genannt, ist ein bedeutender mitteldeutscher Atlas aus dem 18. Jahrhundert.

## Entstehung
Nach dem Tod des kursächsisch-polnischen Geografen Adam Friedrich Zürner 1742 wurde ein Teil der von ihm und seinen Kondukteuren gezeichneten Karten des Kurfürstentums Sachsen von Paul Trenckmann und dessen Sohn Johann Paul Trenckmann korrigiert. Die nur als Unikate vorliegenden Karten stellte der durch undurchsichtige Geschäfte unrühmlich bekannt gewordene kursächsische Geheime Rat und Konferenzminister Johann Christian von Hennicke dem auch zur Messe in Leipzig niedergelassenen Verlagshaus von Peter Schenk jun. in Amsterdam zum Druck zur Verfügung. Dort wurden fast alle sächsische Regionalkarten Zürners gestochen und erstmals 1752 als Atlas Saxonicus novus herausgegeben.

## Neuauflagen
Von diesem Atlas hat es bis in das 19. Jahrhundert mehrere Auflagen gegeben, die in der Zahl und Anordnung der einzelnen Kartenblätter leicht voneinander abwichen.
Hans Beschorner hat die Unterschiede der einzelnen Atlanten der Auflagenjahre 1752, 1753, 1757, 1760, 1775 und 1811 in seinem Beitrag Einige Bemerkungen zu dem sogenannten Schenkschen Atlas im Neuen Archiv für sächsische Geschichte 24 (1903), S. 329ff aufgeführt. Beschorner stellte fest, dass der Kartenbestand aller sechs Auflagen derselbe ist und ein vollständiger Atlas aus 49 Karten einschließlich eines sogenannten Wegweisers bestand.